# Gabriel Aresti
Gabriel Aresti Segurola (Bilbao, 14 de octubre de 1933-Bilbao, 5 de junio de 1975) fue un poeta y escritor español que escribió en euskera. Es uno de los escritores en euskera más importantes del siglo XX. Fue miembro de la Real Academia de la Lengua Vasca.
Tradujo al euskera, entre otros, a Bocaccio, Lorca, Valle-Inclán, Castelao, T. S. Eliot, 
Bertolt Brecht y James Joyce. Antifranquista, en política fue próximo al socialismo, con posturas vasquistas pero diferenciadas del nacionalismo vasco ortodoxo.

## Biografía
Creció en un entorno castellanohablante y aunque su padre era euskaldun, no le fue transmitido este idioma como lengua materna. Empezó a estudiar el idioma de forma autodidacta a los doce años y a los veintiuno ya colaboraba en algunas publicaciones.
Comenzó su andadura literaria con una obra de carácter simbolista, Maldan Behera (Cuesta abajo), en la que se observa la influencia del pensamiento filosófico de Friedrich Nietzsche y la estética de T. S. Eliot. Esta primera obra tuvo escaso éxito de crítica, sumiendo al escritor en una crisis creativa. En esta época conoció a Blas de Otero, con quien compartía inquietudes artísticas y sociales, en la Tertulia de La Concordia, y este hecho pudo influir en el giro de su trayectoria poética.
Sus obras más importantes son las que componen la serie Harria (Piedra): Harri eta herri (Piedra y pueblo, 1964), Euskal harria (Piedra vasca, 1968) y Harrizko herri hau (Este pueblo de piedra, 1970), vinculadas a la corriente del realismo social, pero la última obra que escribió fue Azken harria (La última piedra). En ellas se observa la creación de un imaginario personal y colectivo, ligado a la historia y a la antropología vascas, con símbolos claves como el árbol, la casa o la piedra, que comparte con artistas vascos como Jorge Oteiza. Uno de sus poemas más conocidos, precisamente, se titula Nire aitaren etxea (La casa de mi padre). También le dedicó un poema, cantado por el grupo de música folk vasco Oskorri, a Adela Ibabe, una profesora de ikastola que fue una de las impulsoras de la enseñanza en euskera y que falleció víctima de un aborto clandestino.
Cultivó todos los géneros literarios: poesía, novela, cuento y teatro. Se vio muy influido por Bertolt Brecht y se lo considera uno de los padrinos del movimiento teatral en el País Vasco. Fue un excelente traductor al euskera; entre las obras traducidas destacan las de autores como Federico García Lorca, T. S. Eliot o Giovanni Boccaccio. Según se cuenta, durante un registro en su casa la Guardia Civil le confiscó un manuscrito de la traducción del Ulises de James Joyce, del que nunca se volvió a saber. Entre sus discípulos se cuentan los poetas Joseba Sarrionandia, Jon Juaristi y Bernardo Atxaga.
Uno de los motivos que se pueden encontrar a lo largo de su obra son las referencias a las chabolas de Bilbao, y sus personajes hablan de la pobreza, el exilio y la vida diaria del Bilbao de la posguerra. Algunas obras que hablan del tema de las chabolas son la obra de teatro Oilarganeko etxola batean (En una chabola en Oilargan), el poema Bizkaitarrak o el relato corto Jainkoa jaio da Otxarkoagan (Dios ha nacido en Ocharcoaga).
Como miembro de la Real Academia de la Lengua Vasca (Euskaltzaindia) defendió activamente la creación de un idioma común unificado, defendiendo el habla popular frente a las tendencias puristas. En esta línea, en alguno de sus poemas dice que él escribe en un euskara klarua, echando mano de un préstamo coloquial del castellano. Como editor, tras Kriseilu, fundó la editorial Lur, que acogió a los nuevos escritores como Ramón Saizarbitoria, Arantxa Urretabizkaia o Xabier Lete. Colaboró como letrista con cantautores como Mikel Laboa y el grupo de folk Oskorri. Polemista mordaz, publicó numerosos artículos en periódicos.
Desde 2004 Gabriel Aresti tiene su día conmemorativo: "Gabriel Arestiren Eguna" en la localidad vizcaína de Ea. En su memoria el Ayuntamiento de Bilbao convoca anualmente los premios de cuentos "Gabriel Aresti".
Falleció a los 41 años de edad víctima de una afección hepática.